# Martin van der Borgh

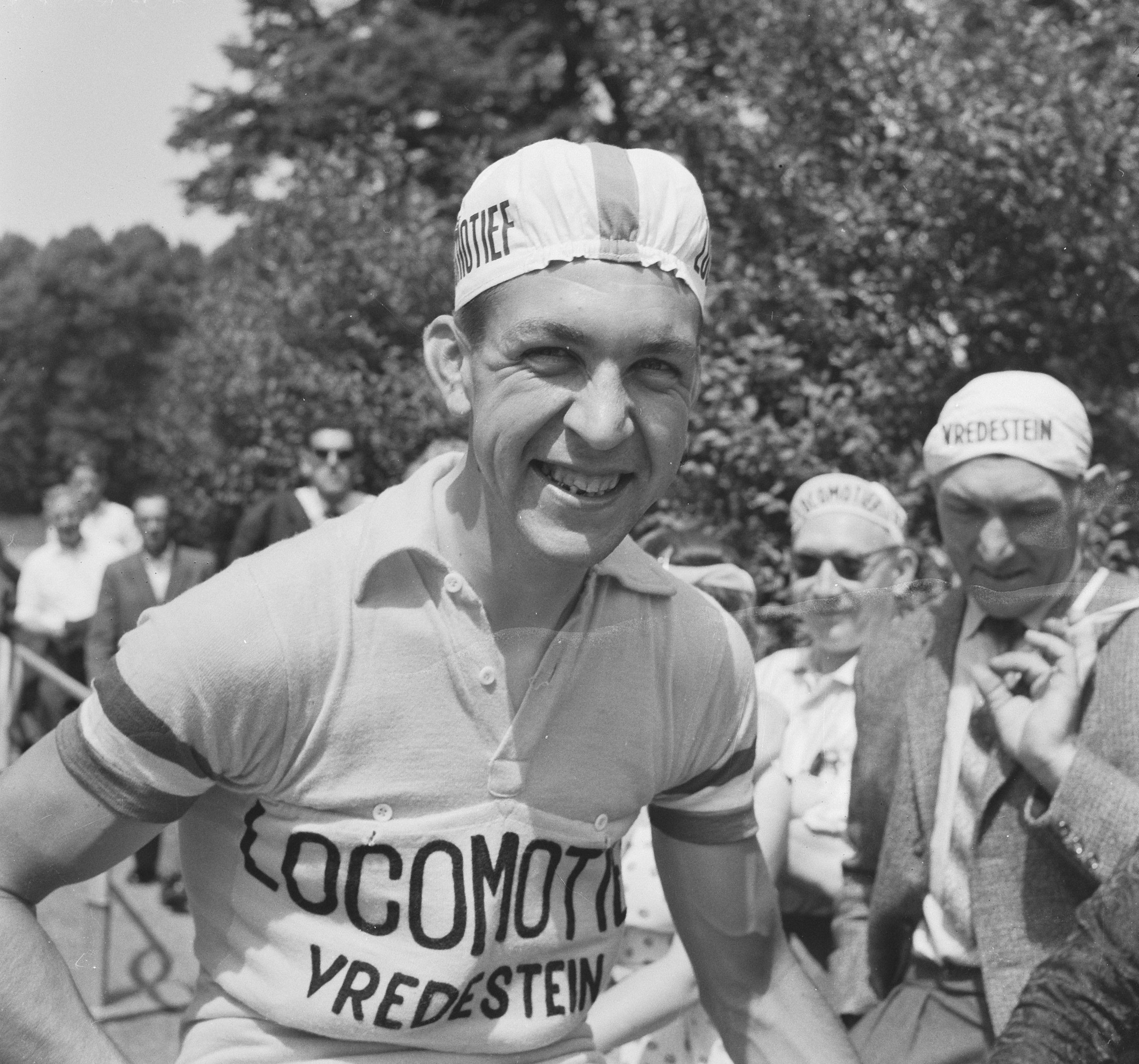
Martin van der Borgh (1959)

Martin van der Borgh (* 28. Oktober 1934 in Koningsbosch, Echt-Susteren; † 2. Februar 2018 in Brunssum) war ein niederländischer Radrennfahrer.

## Sportliche Laufbahn
Als Amateur gewann er bei den UCI-Straßen-Weltmeisterschaften 1953 in Solingen beim Sieg von Emiel van Cauter die Bronzemedaille. In jener Saison siegte er auch in der Limburg-Rundfahrt.
Er war von 1957 bis 1964 Radprofi. Seinen ersten Vertrag erhielt er im Radsportteam Vredestein.
1958 und 1963 gewann er jeweils eine Etappe der Luxemburg-Rundfahrt, 1961 die Tour du Nord. 1962 gewann er das Eintagesrennen Brüssel–Charleroi–Brüssel. Die Tour de France bestritt er dreimal. 1958 und 1959 schied er aus. 1960 wurde er 34. im Endklassement. Bei der Profi-Weltmeisterschaft 1958 wurde er Achter.
1964 beendeter seine Karriere vorzeitig, nachdem er sich bei einem Sturz die Kniescheibe gebrochen hatte.